# 貝肯翠
貝肯翠（Becontree）是英格蘭倫敦東部的一個大規模住宅區，屬巴金-達根罕倫敦自治市，面積約4平方英里（10平方）。貝肯翠位於查令十字東北約11英里（17.7）處，是英國乃至世界規模最大的社會住宅地區之一。1965年開始，貝肯翠被劃入大倫敦地區。

## 外部連結
- History of the Becontree Housing Estate
- / Becontree Brass Band